# Pamphagus elephas
Pamphagus elephas är en insektsart som först beskrevs av Carl von Linné 1758.  Pamphagus elephas ingår i släktet Pamphagus och familjen Pamphagidae. Inga underarter finns listade i Catalogue of Life.